# Biblioteca Palafoxiana
La Biblioteca Palafoxiana es un recinto bibliográfico de la ciudad de Puebla, fundada por el obispo español Juan de Palafox y Mendoza en 1646. Ubicada en el centro histórico de la ciudad de Puebla de los Ángeles, es un Monumento Histórico de México desde 1981 y fue incluida por la UNESCO como parte del Programa Memoria del Mundo desde 2005. Fue la primera biblioteca pública de América.
En 1646, el obispo Palafox donó su biblioteca personal, compuesta de cinco mil volúmenes, al Seminario de San Juan pero instruyó que además del clero podía ser consultada por todos aquellos que quisieran estudiar, pues su principal condición fue que estuviera abierta al público y no solo a eclesiásticos y seminaristas.

## Historia
La creación de esta biblioteca fue aprobada por cédula real en diciembre de 1647 y reconfirmada por el papa Inocencio X en 1648.
Durante más de 370 años, la Biblioteca Palafoxiana ha estado asentada en el Antiguo Colegio de San Juan dentro del Seminario fundado por Palafox y Mendoza. Si bien la construcción de la bóveda, tal como se encuentra en nuestros días fue realizada en 1773, por el obispo Francisco Fabián y Fuero, quien mandó levantar los dos primeros pisos de la estantería, la cual es un fino trabajo de los ebanistas novohispanos que trabajaron de manera armoniosa las maderas de ayacahuite, polocote y cedro. De esta época data el delicado retablo donde se ubica la efigie de la Madonna de Trapani, óleo que se presume fue realizado tomando como modelo la escultura que Nino Pisano hiciera de la Virgen en el siglo XIV. Posteriormente, en el siglo XIX, se colocó un tercer nivel debido a que se había incrementado el número de volúmenes que se encontraban en la biblioteca, de hecho la biblioteca tiene 45 058 libros antiguos.

## El acervo
El acervo donado por Mendoza estaba constituido por obras de los más diversos temas, que reflejan su espíritu universalista, forjado gracias a sus estudios en diversas universidades como la de Huesca, Alcalá y Salamanca. Su temática es variada y sus tres niveles de estantería contienen biblias, libros de historia sagrada, derecho canónico, teología escolástica y dogmática, oratoria sagrada, colecciones de concilios, ascética y mística, padres y doctores de la iglesia, liturgia, disciplina eclesiástica y de controversia, historia natural, humanidades, geografía, gramáticas y diccionarios, autores clásicos y poéticos, física, matemáticas, entre otras. Así entonces pueden encontrarse a autores como Séneca y Santa Teresa. El acervo es rico también por sus lenguas, ya que en él se encuentran alrededor de 14 lenguas, entre las que están el latín, griego, caldeo, árabe, hebreo, inglés, alemán, portugués, entre otros. Incluso también procuraba, ya estando en la Puebla de los Ángeles, hacerse enviar desde el Viejo Continente una serie de libros entre los que figuraban los de artes, vocabularios, de oficios y de canto que utilizaba para la instrucción de los indígenas. Tiempo después se incorporaron libros de los colegios jesuitas, como los del Espíritu Santo y el de San Javier, posteriormente a la expulsión de esta Orden en 1767. Francisco Fabián y Fuero comisionó al historiador Mariano Fernández de Echeverría y Veytia para hacer el inventario del fondo jesuita y depositarlo en la Palafoxiana. Hay que añadir que este mismo obispo donó su biblioteca personal y después se llevaron a cabo las donaciones de Manuel Fernández de Santa Cruz, Francisco Pablo Vázquez, Francisco Irigoyen y de algunos particulares.
Con todos estos fondos, se logró reunir un acervo de más de 45 000 libros, que forman la colección histórica de la Biblioteca Palafoxiana. Sin embargo, el fondo es mayor, ya que se debe tener en cuenta el extenso número de impresos sueltos y encuadernados que versan sobre los temas más heterogéneos. Entre los libros más importantes se encuentran 9 incunables, de los cuales el más antiguo es Los nueve libros de la Historia de Heródoto, el cual fue impreso en 1473, le sigue en antigüedad, La ciudad de Dios de San Agustín de 1475. La Crónica de Aragón de Fabricio de Vagad y la Crónica de Núremberg de Hartmann Schedel la cual se distingue por tener varios de sus grabados iluminados a mano, lo que aumenta la belleza visual de esta obra. Los restantes son las Obras de Angelo Politani, el Tratado de las Fiebres de Francisco de Bobio, Summa Total de San Antonino de Florencia, Sermones de Jacobo Vorágine y Sermones de Temporada y de Santos de Peregrino. Sin embargo, los demás libros también son de una belleza y de un valor incomparables. Además, la Biblioteca Palafoxiana cuenta con obras como De humani corporis fabrica de Andrés Vesalio, el Atlas de Gerardus Mercator, El Quijote de Miguel de Cervantes, la Monarquía Indiana de Juan de Torquemada y las Fábulas de Jean de La Fontaine.

Biblioteca Palafoxiana.

Cada uno de los libros que se encuentran en los casilleros resguardados por la malla de alambre, conservan en sí mismos una historia, ya que independientemente del tema sobre el cual traten, albergan rasgos que hacen mención de sus creadores o de sus propietarios. Así entonces se identifican a primera vista los exlibris de las casas impresoras, los diversos estilos de tipos, encuadernaciones, grabados, papel y marcas de agua. También se aprecian las marcas de fuego o los exlibris de la persona que los poseía, las anotaciones al margen, incluso si el interior está tachado por el censor.
Es posible saber lo anterior, gracias a que la Biblioteca Palafoxiana fue objeto de un proceso de restauración y catalogación que se puso en marcha a raíz de los terremotos de 1999 que provocaron que la biblioteca sufriera daños estructurales. Se emprendió un proyecto integral sin precedentes en la historia de la Biblioteca Palafoxiana, para lo cual se contó con el apoyo del Instituto Nacional de Antropología e Historia, la Fundación Alfredo Harp Helú, Adabi de México, Fomento Cultural Banamex y el World Monuments Fund, logrando que se reabrieran las puertas de la centenaria biblioteca en abril de 2005.

## Memoria del Mundo
Gracias a la renovación de la biblioteca, se presentó ante la UNESCO la candidatura para inscribirla en el Registro de Memoria del Mundo por ser la primera biblioteca pública de América, por haber permanecido en el mismo lugar durante más de tres siglos y por la importancia de su acervo, lo que permitió que este organismo de la ONU, la incluyera dentro de este registro en junio de 2005. Por todas estas razones, la Biblioteca Palafoxiana es actualmente uno de los referentes obligados en la investigación del periodo novohispano y parte invaluable del patrimonio documental e histórico de Puebla y de México.

## Actividades de divulgación
Desde 2003, la Secretaría de Cultura de Puebla, hoy Consejo Estatal para la Cultura y las Artes de Puebla, inició el “Proyecto Biblioteca Palafoxiana del Tercer Milenio” con una serie de muestras bibliográficas temporales que tienen como objetivo principal la divulgación del acervo palafoxiano para iniciar un proceso de reconocimiento y apropiación de la sociedad de este valioso patrimonio universal. Entre estas se encuentran "Libros Prohibidos, censura y expurgo", "Navegación, el arte de explorar el mundo", "Parentesco, libros, lazos e historia", "Los misterios del cuerpo" y "Las Otras Letras, mujeres impresoras en la Biblioteca Palafoxiana". Con estas temáticas se han hecho también diversos materiales de divulgación como catálogos, postales, videos y música, materiales que buscan poner al alcance de todo el público la belleza y la rica información de los grabados de las obras del acervo de la Biblioteca Palafoxiana.
Junto con esto, desde 2007 se impulsa un ambicioso programa editorial que se vio cristalizado en el libro Biblioteca Palafoxiana, de lo sagrado a lo profano, publicación que muestra la esencia de la biblioteca y que a través de los 38 grabados que se reprodujeron permite visualizar una breve muestra del rico espectro temático del fondo. Posteriormente, se llevó a cabo la publicación del libro Biblioteca Palafoxiana Botánica, en el cual se plasman algunas de las obras fundacionales del estudio del reino vegetal entre las que podemos contar la obra del Systema naturæ de Carlos Linneo o la Historia Natural y Moral de las Indias del Padre José de Acosta.
Entre otras ediciones publicadas se encuentran las Memorias de las Conferencias "Las Otras Letras, mujeres impresoras en la Biblioteca Palafoxiana" y "¡360 felicidades! La Biblioteca Palafoxiana, vista y contada por los niños", que son testimonios de las diversas actividades de difusión de la biblioteca, dirigidas a todos los públicos, tanto especializados como infantiles.

## Reconocimiento
- 2017: Premio Ciudad de Alcalá de Patrimonio Mundial.[6]